# Ед (филм)
„Ед“ (на английски: Ed) е американска спортна комедия от 1996 г. на режисьора Бил Кутюрие, по сценарий на Дейвид Мики Евънс, с участието на Мат Ле Бланк. Филмът се разказва за талантливият бейзбол питчър и неговото шимпанзе, който е талисман на отбора. Премиерата на филма е на 15 март 1996 г. от Юнивърсъл Пикчърс.

## Актьорски състав
| Актьор                   | Роля                |
| ------------------------ | ------------------- |
| Мат Лебланк              | Джак Купър          |
| Джей Капуто Дениз Чешире | Ед                  |
| Джейн Брук               | Лидия               |
| Дорен Фейн               | Лиз                 |
| Джак Уордън              | Чъб                 |
| Джим О'Хейр              | Арт                 |
| Стив Остин               | Управителят на Шарк |
| Брад Хънт                | Карни               |
| Сейдж Алън               | Майката на Купър    |
| Стан Айвър               | Бащата на Купър     |

## В България
В България филмът е издаден на VHS от „Александра Видео“ през 1997 г.
Излъчен е на 20 октомври 2007 г. по „Би Ти Ви“ с български дублаж. Екипът се състои от:
| Озвучаващи артисти  | Живка Донева Марин Янев Здравко Методиев Георги Стоянов Александър Воронов |
| Преводач            | Даниела Славчева                                                           |
| Тонрежисьор         | Наталия Василева                                                           |
| Режисьор на дублажа | Албена Павлова                                                             |